# 尼奇拉夫卡河

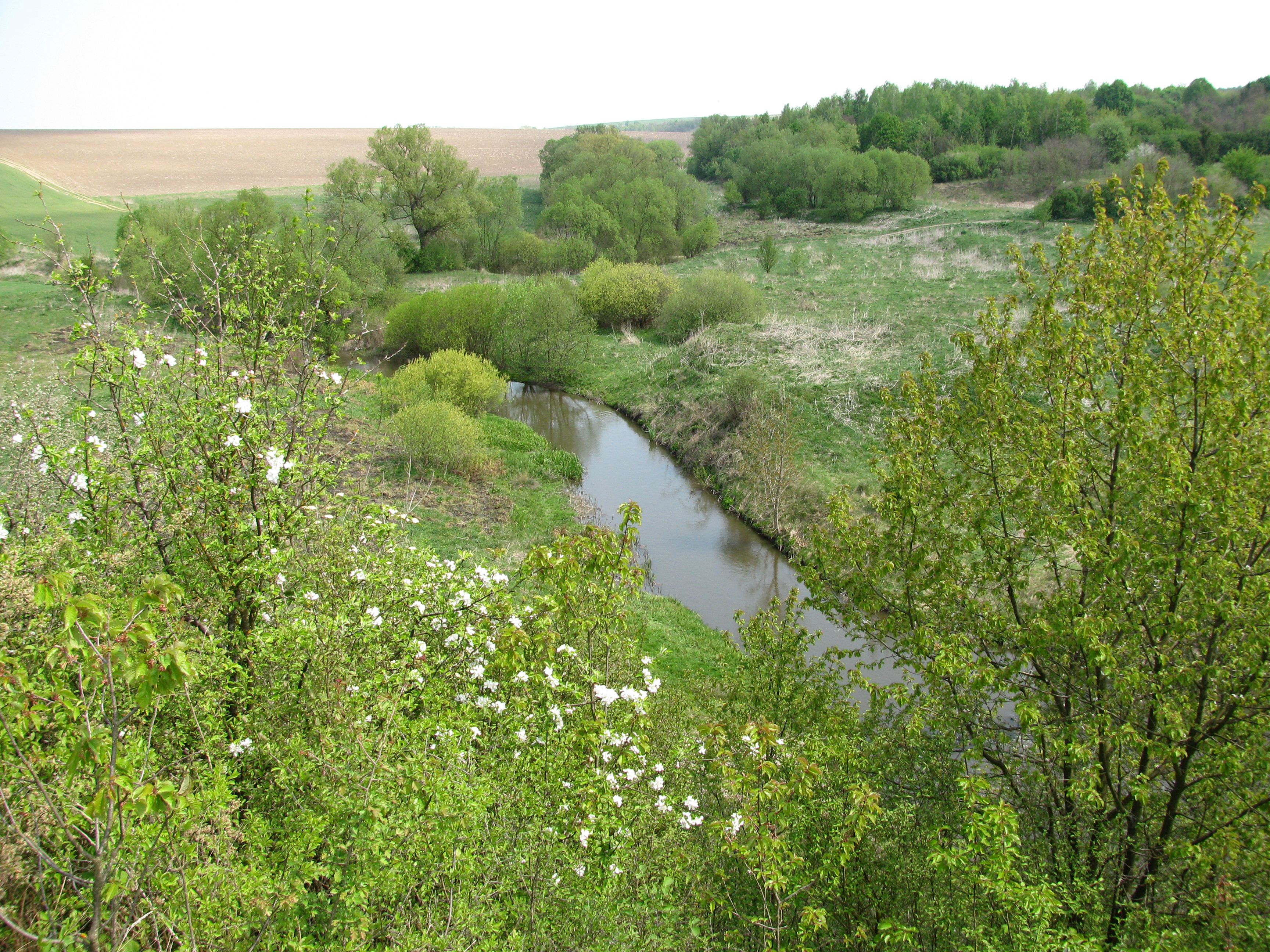

尼奇拉夫卡河（烏克蘭語：Нічлавка），是烏克蘭的河流，位於該國西部，流經捷爾諾波爾州，屬於尼奇拉瓦河的右支流，發源自亞布盧尼夫西北面，河道全長42公里。